# John Ripin Miller

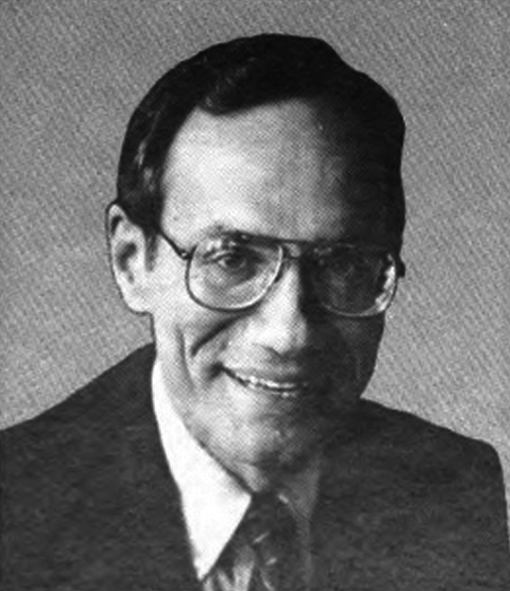
John Miller (1985)

John Ripin Miller (* 23. Mai 1938 in New York City, New York; † 4. Oktober 2017 in Corte Madera, Kalifornien) war ein US-amerikanischer Politiker. Zwischen 1985 und 1993 vertrat er den Bundesstaat Washington im US-Repräsentantenhaus.

## Werdegang
John Miller besuchte die öffentlichen Schulen seiner Heimat und das Friends Seminary. Danach studierte er bis 1959 an der Bucknell University in Lewisburg (Pennsylvania). Nach einem anschließenden Jurastudium an der Yale University und seiner im Jahr 1965 erfolgten Zulassung als Rechtsanwalt begann er in Seattle im Bundesstaat Washington in seinem neuen Beruf zu arbeiten. Im Jahr 1960 diente Miller aktiv in der US Army. Danach gehörte er bis 1968 deren Reserve an. Zwischen 1981 und 1984 war er außerordentlicher Professor an der University of Puget Sound in Tacoma.
Politisch war Miller Mitglied der Republikanischen Partei. Zwischen 1965 und 1968 amtierte er als stellvertretender Attorney General des Staates Washington; von 1972 bis 1980 war er Mitglied und Vorsitzender des Stadtrats von Seattle. Bei den Kongresswahlen von 1984 wurde Miller im ersten Wahlbezirk seines Staates in das US-Repräsentantenhaus in Washington, D.C. gewählt, wo er am 3. Januar 1985 die Nachfolge von Joel Pritchard antrat. Nach drei Wiederwahlen konnte er bis zum 3. Januar 1993 vier Legislaturperioden im Kongress absolvieren. Im Jahr 1992 verzichtete er auf eine erneute Kandidatur.
Zwischen 2002 und 2006 fungierte John Miller als Abteilungsleiter im US-Außenministerium. Danach wurde er Mitglied der Fakultät der George Washington University. Außerdem arbeitete er für das Discovery Institute in den Bereichen internationale Angelegenheiten und Menschenrechte.
Miller starb Anfang Oktober 2017 im Alter von 79 Jahren an Krebs.